# Schwedenstraße
Die Schwedenstraße ist eine Ferienstraße in Mecklenburg-Vorpommern und Brandenburg mit kulturhistorischer Thematik. Sie umfasst auf etwa 700 Kilometern touristische Sehenswürdigkeiten, welche die schwedisch-deutsche Geschichte während der Zeit von 1630 bis 1815, der sogenannten Schwedenzeit in Norddeutschland, dokumentieren.
Die Schwedenstraße besteht aus einer Küstenroute, einer Westroute und einer Ostroute. Das Konzept entstand im Jahr 2000 durch einen Kooperationsvertrag zwischen Schweden, den Ländern Brandenburg und Mecklenburg-Vorpommern sowie den Städten Greifswald, Stralsund, Wismar und Wittstock/Dosse. Die entsprechenden Aktivitäten werden durch eine Arbeitsgruppe koordiniert, der Vertreter der schwedischen Botschaft in Berlin, des Ministeriums für Bildung, Wissenschaft und Kultur des Landes Mecklenburg-Vorpommern, des Ministeriums für Forschung, Wissenschaft und Kultur des Landes Brandenburg, der Universität Greifswald, des Pommerschen Landesmuseums in Greifswald, des Museums des Dreißigjährigen Krieges in Wittstock/Dosse, des Schwedischen Instituts in Stockholm sowie der genannten Städte angehören.

## Küstenroute
Die vollständig in Mecklenburg-Vorpommern verlaufende Küstenroute beginnt in Gadebusch, wo sich unter anderem das Grabmal einer schwedischen Königin befindet. Darüber hinaus war Gadebusch im Jahr 1712, im Rahmen des Großen Nordischen Krieges, Schauplatz der letzten Schlacht auf deutschem Boden, die Schweden siegreich für sich entscheiden konnte. Die Route führt weiter nach Wismar, dem ehemaligen Sitz der Gerichtsbarkeit für die damals unter schwedischer Hoheit stehenden Gebiete in Deutschland. Von Wismar aus verläuft die Route weiter nach Stralsund, der Hauptstadt von Schwedisch-Pommern von 1720 bis 1815. Hier sind acht Häuser seit dem Jahr 2006 als Objekte dieser Touristenstraße ausgezeichnet, so das Commandantenhus am Alten Markt, das Regierungspalais, die Heilgeist-Bastion und der Rathausinnenhof. Greifswald, die Nachbarstadt Stralsunds, war mit seiner 1456 gegründeten Universität das geistige Zentrum des schwedischen Gebiets in Pommern. Die Route führt von dort nach Wolgast, der ehemaligen Residenzstadt der Herzöge von Pommern und von 1665 bis 1680 Sitz der schwedischen Verwaltung und des Generalgouverneurs. In der Nähe von Peenemünde auf der Insel Usedom, nur wenige Kilometer von Wolgast entfernt, begann mit der Landung eines großen schwedischen Heeres am 6. Juli 1630 die Schwedenzeit in Norddeutschland.

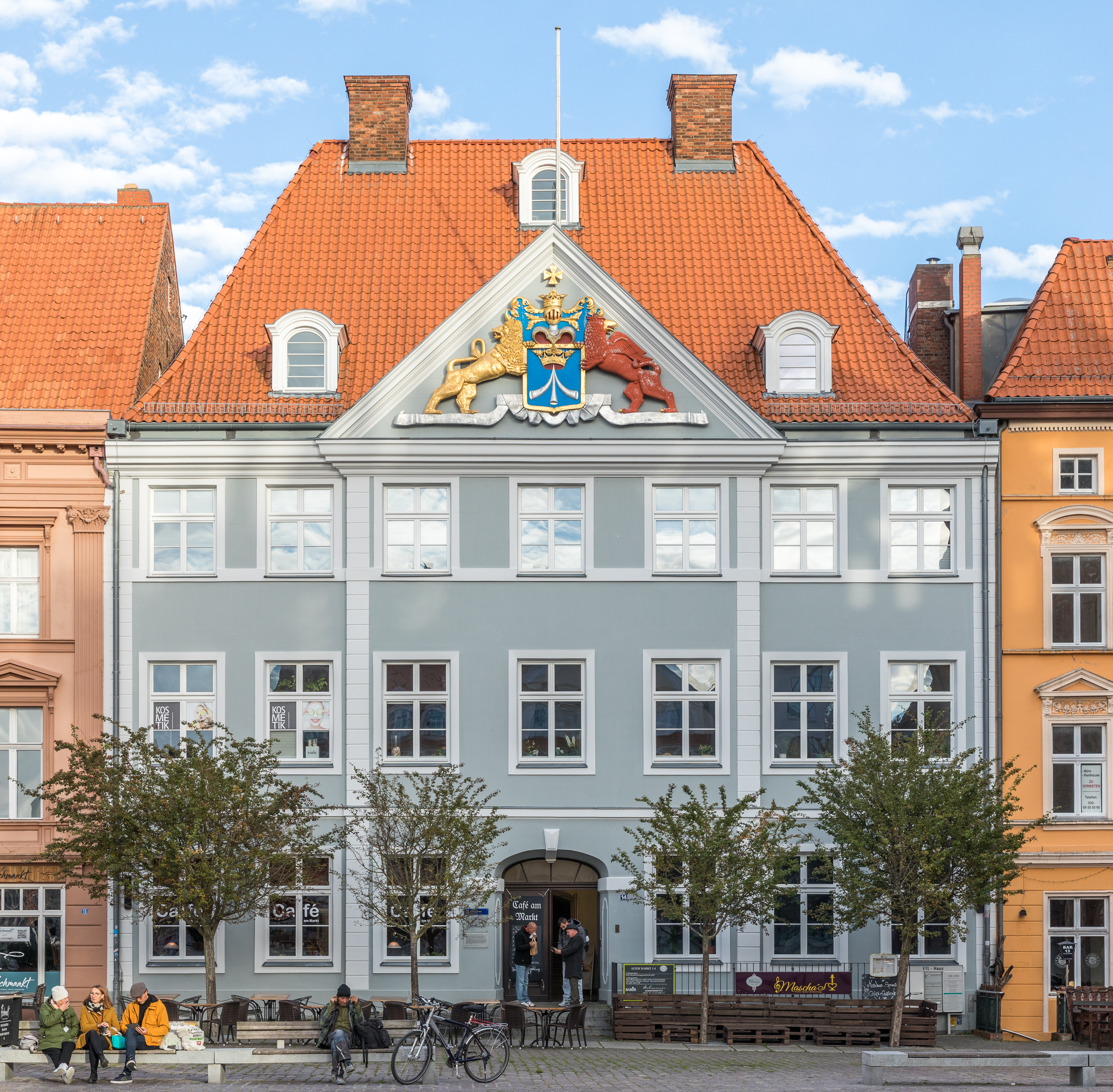
Commandantenhus in Stralsund

Sehenswürdigkeiten der Küstenroute
- Schloss Gadebusch
- Ernst-Moritz-Arndt-Universität Greifswald
- Pommersches Landesmuseum
- St.-Marien-Kirche (Greifswald)
- Dom St. Nikolai (Greifswald)
- Schloss Ludwigsburg (Vorpommern)
- Schloss Spyker
- Marienkirche (Stralsund)
- Nikolaikirche (Stralsund)
- Jakobikirche (Stralsund)
- Johanniskloster (Stralsund)
- Katharinenkloster (Stralsund)
- Heilgeisthospital (Stralsund)
- Rathaus Stralsund
- Commandantenhus
- Meyerfeldtsches Palais
- Marienkirche (Wismar)
- Nikolaikirche (Wismar)
- Georgenkirche (Wismar)
- Heiligen-Geist-Kirche (Wismar)

## Westroute

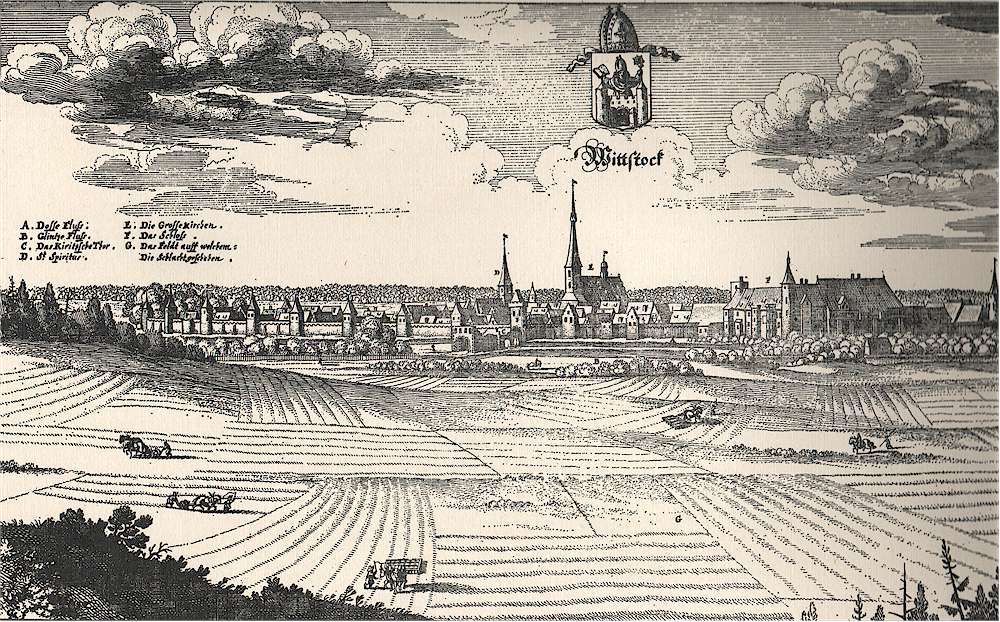
Ansicht von Wittstock/Dosse, Kupferstich 1692

Die Westroute hat ihren Ausgangspunkt ebenfalls in Gadebusch. Sie führt dann nach Wismar und von dort in Richtung Südosten weiter nach Wittstock an der Dosse, Schauplatz einer 1636 für Schweden erfolgreich verlaufenden Schlacht während des Dreißigjährigen Krieges. Von Wittstock verläuft die Route weiter nach Fehrbellin. Hier entschieden sich 1675 die Auseinandersetzungen zwischen Schweden und Brandenburg zu Gunsten von Brandenburg. Weiter in Richtung Südosten ist des Weiteren Großbeeren im Südwesten von Berlin Teil der Westroute. Hier kam es 1813 zu einer Schlacht zwischen den schwedischen Truppen und der napoleonischen Armee, deren Ausgang zugunsten Schwedens den Weg freimachte zur Völkerschlacht bei Leipzig im gleichen Jahr.

## Ostroute
Der Beginn der Ostroute liegt in Sassnitz auf der Insel Rügen. Hier befindet sich das Schloss Spyker, das von 1649 bis 1676 dem schwedischen Feldmarschall und Staatsmann Carl Gustav Wrangel gehörte. Über die Insel Rügen führt die Route nach Stralsund und Greifswald und von dort nach Prenzlau in der ehemaligen Mark Brandenburg, Teil des heutigen Bundeslandes Brandenburg. Prenzlau wurde aufgrund seiner strategischen Bedeutung mehrfach von Schweden besetzt. Von Prenzlau aus verläuft die Route weiter nach Großbeeren.